# Camille Bertault

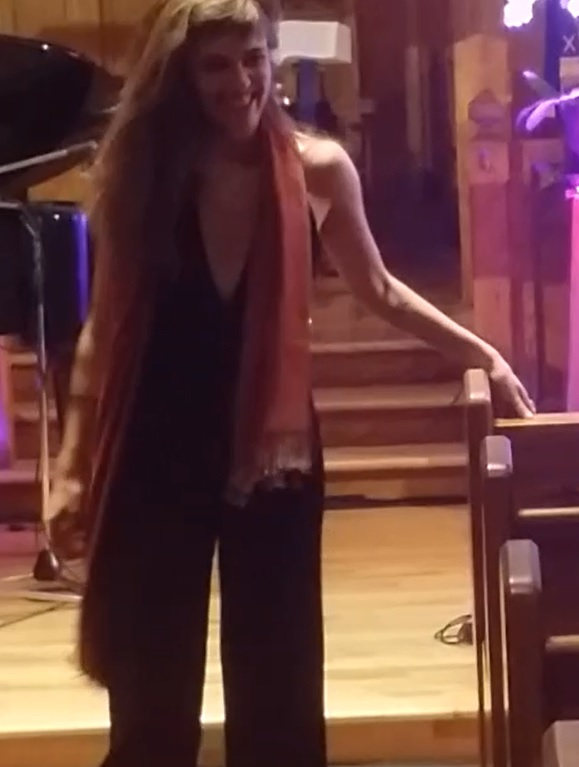
Camille Bertault

Camille Bertault (Parijs, 28 juli 1986) is een Franse zangeres in de jazz. Ze wordt gezien als "Frankrijk's nieuwe ster aan de jazzhemel.“

## Biografie
Bertault kreeg klassiek pianoles, toen ze twintig was maakte ze de overstap naar het toneel. Vanaf begin 2010 studeerde ze jazz aan het Conservatoire de Paris. In 2015 zong ze in vocalese-stijl een eigen, ironische tekst op John Coltrane's compositie Giant Steps, de video hiervan zette ze op Youtube en binnen enkele dagen werd het meer dan een miljoen keer gedeeld.
In 2016 verscheen haar eerste album, met eigen nummers en standards van Herbie Hancock, Wayne Shorter, Jimmy Rowles en Duke Ellington die ze van een eigen tekst voorzag. Ze werd hierop begeleid door een trio van Olivier Hutman, met Gildas Boclé en Antoine Paganotti. In 2018 kwam ze met een tweede plaat, Pas de géant (Frans voor "Giant Steps“, reuzenstappen).

## Discographie
- En vie, Sunnyside Records, 2016
- Pas de géant, Okeh/Sony Music, 2018